# Potenziale scalare
Il potenziale scalare di un dato campo vettoriale è un campo scalare il cui gradiente è uguale a quel campo vettoriale, ed è studiato in matematica applicata, in particolare nel calcolo vettoriale. Storicamente il concetto è nato per descrivere il campo elettrostatico.

## Definizione
Dato un campo vettoriale {\displaystyle \mathbf {V} :\Omega \subseteq \mathbb {R} ^{k}\to \mathbb {R} ^{k}} di classe {\displaystyle C^{1}}, si chiama potenziale scalare una funzione {\displaystyle \phi :\Omega \to \mathbb {R} } di classe {\displaystyle C^{2}} tale che:
{\displaystyle \nabla \phi =-\mathbf {V} }
ovvero il gradiente di {\displaystyle \phi } è il campo vettoriale stesso. Se il gradiente esiste, il campo vettoriale è un campo conservativo. In questo caso il carattere vettoriale del campo {\displaystyle \mathbf {V} } si perde poiché esso può essere descritto da un campo scalare (con conseguente perdita di entropia di informazione),
In modo equivalente, se {\displaystyle \mathbf {V} } è conservativo (il suo rotore è nullo) e le sue componenti hanno derivate parziali continue, il potenziale di {\displaystyle \mathbf {V} } in {\displaystyle \mathbf {r} } rispetto alla posizione {\displaystyle \mathbf {r} _{0}} è dato dall'integrale di linea:
{\displaystyle \phi (\mathbf {r} )=-\int _{C}\mathbf {V} (\mathbf {r} )\cdot \,d\mathbf {r} =-\int _{a}^{b}\mathbf {V} (\mathbf {r} (t))\cdot \mathbf {r} '(t)\,dt}
dove {\displaystyle C} è una qualsiasi curva regolare a tratti contenuta in {\displaystyle \Omega } che congiunge {\displaystyle \mathbf {r} _{0}} a {\displaystyle \mathbf {r} }:
{\displaystyle a\leq t\leq b\qquad \mathbf {r} (a)=\mathbf {r_{0}} \qquad \mathbf {r} (b)=\mathbf {r} }
In tre dimensioni, ponendo {\displaystyle \mathbf {r} =(x,y,z)} e {\displaystyle \mathbf {r} _{0}=(x_{0},y_{0},z_{0})\in \Omega } si ha(a patto che il dominio {\displaystyle {\ce {\Omega}}} sia connesso per spezzate):
{\displaystyle \phi (x,y,z)-\phi (0,0,0)=-\int _{x_{0}}^{x}V_{x}(t,0,0)dt-\int _{y_{0}}^{y}V_{y}(x,t,0)dt-\int _{z_{0}}^{z}V_{z}(x,y,t)dt}
e le componenti di {\displaystyle \mathbf {V} } sono:
{\displaystyle V_{x}(x,y,z)=-{\frac {\partial \phi }{\partial x}}(x,y,z)}
{\displaystyle V_{y}(x,y,z)=-{\frac {\partial \phi }{\partial y}}(x,y,z)}
{\displaystyle V_{z}(x,y,z)=-{\frac {\partial \phi }{\partial z}}(x,y,z)}
ovvero le derivate parziali del potenziale rispetto alla variabile {\displaystyle x}, {\displaystyle y} e {\displaystyle z}. Integrando ambo i membri di ogni equazione del sistema si ha un sistema di equazioni differenziali che hanno come soluzione una classe di funzioni definite a meno di una costante.
Il potenziale è sempre definito a meno di una costante moltiplicativa arbitraria ed è quindi proporzionale all'energia potenziale di un corpo immerso nel campo. La costante di proporzionalità è la stessa che si ha tra l'intensità del campo e la forza agente sul corpo.

## Calcolo del potenziale scalare
Per mostrare come si calcola il potenziale di un campo conservativo, illustreremo l'idea del procedimento in dimensione 2 e forniremo poi un esempio in dimensione 3.
Dalla relazione {\displaystyle {\frac {\partial \phi }{\partial x}}(x,y)=f_{1}(x,y)}, otteniamo {\displaystyle \phi (x,y)=F_{1}(x,y)+\psi _{1}(y)}, dove {\displaystyle F_{1}(x,y)} è una qualunque primitiva di {\displaystyle f_{1}(x,y)}, ossia che soddisfa {\displaystyle {\frac {\partial F_{1}}{\partial x}}(x,y)=f_{1}(x,y)}, mentre {\displaystyle \psi _{1}(y)} è una funzione per il momento incognita che rappresenta la costante di integrazione rispetto a {\displaystyle x} e che dipende solo da {\displaystyle y}. Per determinare tale funzione, deriviamo l'ultima relazione rispetto a {\displaystyle y}, ottenendo {\displaystyle {d\psi _{1} \over dy}={\frac {\partial \phi }{\partial y}}(x,y)-{\frac {\partial F_{1}}{\partial y}}(x,y)=f_{2}(x,y)-{\frac {\partial F_{1}}{\partial y}}(x,y)=g(y)}. Detta {\displaystyle G(y)} una qualunque primitiva di {\displaystyle g(y)}, avremo quindi {\displaystyle \psi _{1}(y)=G(y)+c} e dunque in definitiva {\displaystyle \phi (x,y)=F_{1}(x,y)+G(y)+c}

### Esempio di calcolo del potenziale
Consideriamo il campo vettoriale in {\displaystyle \mathbb {R} ^{3}} {\displaystyle \mathbf {f} (x,y,z)=2yz\mathbf {i} +2z(x+3y)\mathbf {j} +(y(2x+3y)+2z)\mathbf {k} }. È immediato verificare che {\displaystyle \nabla \times \mathbf {f} =0}, e dunque che il campo è conservativo. 
Integrando la relazione {\displaystyle {\frac {\partial \phi }{\partial x}}(x,y,z)=2yz}, otteniamo {\displaystyle \phi (x,y,z)=2xyz+\psi _{1}(y,z)}. Derivando tale identità rispetto a {\displaystyle y} e usando il fatto che {\displaystyle {\frac {\partial \phi }{\partial y}}(x,y,z)=2xz+6yz} otteniamo {\displaystyle {\frac {\partial \psi _{1}}{\partial y}}(y,z)=6yz}, da cui {\displaystyle \psi _{1}(y,z)=3y^{2}z+\psi _{2}(z)}. Derivando ora questa identità rispetto a {\displaystyle z} e usando il fatto che {\displaystyle {\frac {\partial \phi }{\partial z}}(x,y,z)=2xy+3y^{2}+2z}, otteniamo che {\displaystyle {d\psi _{2} \over dz}(z)=2z}, ossia che {\displaystyle \psi _{2}(z)=z^{2}+c}. Concludiamo che tutti i potenziali di {\displaystyle \mathbf {f} } sono dati dalla formula {\displaystyle \phi (x,y,z)=2xyz+3y^{2}z+z^{2}+c}

## Potenziale gravitazionale

Rappresentazione del potenziale gravitazionale tra la Terra e la Luna.

Nell'ambito della meccanica classica, secondo la legge di gravitazione universale di Newton, il campo gravitazionale esercitato da un corpo puntiforme, o da un corpo rigido con densità a simmetria sferica (si veda il teorema del guscio sferico), di massa {\displaystyle m}, che per semplicità consideriamo posto nell'origine degli assi cartesiani, è:
{\displaystyle \mathbf {g} _{(\mathbf {r} )}=-G{\frac {m}{r^{2}}}\!\cdot \!{\hat {\mathbf {u} }}_{r}}
dove {\displaystyle r} è il modulo della distanza e {\displaystyle {\hat {\mathbf {u} }}_{r}} il suo versore, mentre {\displaystyle G} è la costante di gravitazione universale. Di conseguenza il potenziale avrà l'espressione:
{\displaystyle w_{(\mathbf {r} )}=-G{\frac {m}{r}}+C={\frac {U_{(\mathbf {r} )}}{m_{r}}}}
dove {\displaystyle U_{(\mathbf {r} )}} è l'energia potenziale gravitazionale del corpo di massa {\displaystyle m_{r}} posizionato in {\displaystyle r}. Per convenzione, la costante additiva {\displaystyle C} si pone uguale a zero: questo corrisponde a fissare la condizione al contorno che il potenziale si annulli per {\displaystyle r} tendente all'infinito.
Quando si consideri una fascia limitata nei pressi della superficie terrestre, il campo gravitazionale della Terra si può approssimare con un vettore costante (con modulo pari a {\displaystyle g}) diretto verticalmente verso il basso. In questo caso l'espressione del potenziale è:
{\displaystyle w_{(z)}=gz+C}
dove {\displaystyle g} è il valore dell'accelerazione di gravità medio in quella regione; si tenga presente che sulla superficie terrestre esso è in media pari a circa 9,81 m/s². La costante {\displaystyle C} può essere scelta arbitrariamente perché all'interno della fascia sono di interesse solo le variazioni di potenziale. L'unità di misura del potenziale gravitazionale è il J/kg (joule su chilogrammo).

## Potenziale elettrostatico
Il fatto che il campo elettrostatico sia rappresentabile come un potenziale scalare è legato al fatto che sia un campo irrotazionale (caso particolare della legge di Faraday per l'elettrostatica):
{\displaystyle \nabla \times \mathbf {E} _{0}=\mathbf {0} ,}
infatti in questo caso il teorema del rotore garantisce che un campo di rotore nullo ha un semplice potenziale scalare:
{\displaystyle \mathbf {E} _{0}=-\nabla V,}
qui {\displaystyle V} è il potenziale scalare che abbiamo associato al campo elettrostatico, chiamato potenziale elettrostatico. L'unità di misura del potenziale elettrico è il volt: tra due punti {\displaystyle A} e {\displaystyle B} di una regione di spazio sede di un campo elettrico c'è una differenza di potenziale di 1 volt se la forza elettrica compie il lavoro di 1 joule per portare una carica di 1 coulomb da {\displaystyle A} a {\displaystyle B}. Nel caso generale dell'elettrodinamica la legge di Faraday rende invece il campo elettrico rotazionale in modo proporzionale alla variazione nel tempo del campo magnetico:
{\displaystyle \nabla \times \mathbf {E} _{0}=-{\frac {\partial B}{\partial t}}.}
D'altra parte, la legge di Gauss magnetica equivale per il teorema della divergenza a dire che il campo magnetico ammette un potenziale vettore:
{\displaystyle \mathbf {B} =\nabla \times \mathbf {A} .}
Rispetto al caso precedente basta aggiungere un termine:
{\displaystyle \mathbf {E} =E_{0}-{\frac {\partial \mathbf {A} }{\partial t}},}
ossia la legge di Faraday corrisponde ad esprimere il campo elettrico nella seguente funzione dei potenziali elettrostatico e magnetico:
{\displaystyle \mathbf {E} =-\nabla V-{\frac {\partial \mathbf {A} }{\partial t}}.}

## Energia elettrostatica
Il potenziale elettrico corrisponde all'energia potenziale associata ad una carica puntiforme per unità di carica elettrica, poiché il campo magnetico non ammette energia potenziale. L'energia potenziale della carica è il livello di energia che la carica possiede a causa della sua posizione all'interno del campo elettrico; pertanto il potenziale elettrico della carica di prova è il rapporto tra l'energia potenziale e il valore della carica stessa, cioè:
{\displaystyle V_{(r)}={\frac {U_{(r)}}{q}}}

## Potenziale fluidodinamico
In fluidodinamica, un flusso irrotazionale può essere descritto introducendo un potenziale scalare {\displaystyle \phi }, tale per cui il suo gradiente corrisponda al campo di velocità. Nel caso in cui il flusso sia anche incomprimibile (flusso potenziale incomprimibile), il potenziale soddisfa l'equazione di Laplace {\displaystyle \nabla ^{2}\phi =0}.

## Pressione
In fluidodinamica e in fluidostatica classiche se viene introdotta la semplificazione di fluido ideale, la pressione è  l'energia potenziale per unità di volume delle forze di superficie. In fluidostatica nello stesso tempo lo è anche delle forze di volume.

## Diffusività materiale
La velocità in un mezzo diffusivo ammette un potenziale cinetico detto diffusività, {\displaystyle \mathbf {D} }:
{\displaystyle \mathbf {v} =-\nabla D+\Delta v}.
mentre nel caso generale, in cui il rotore della velocità non è nullo, la velocità è funzione anche di altri parametri legati ad esso.
Nel caso diffusivo si dimostrano valide le leggi di Fick.